# Bayer Esporte Clube
Bayer Esporte Clube é uma agremiação esportiva da cidade de Belford Roxo, no estado do Rio de Janeiro, fundada a 1 de junho de 1962. 

## História

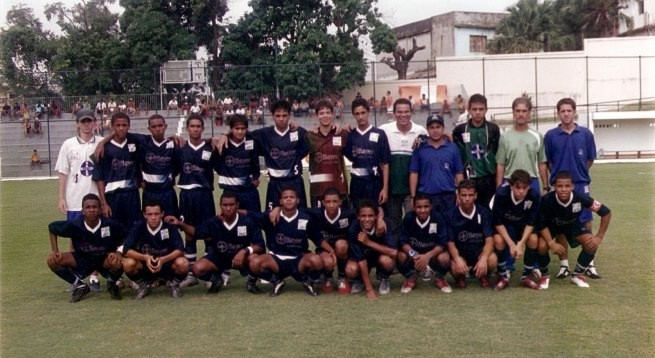
Equipe juvenil da Bayer em 2010

Foi criado a partir da filial da empresa Bayer existente na cidade. Estreia como time profissional em 1991 no Campeonato Estadual da Terceira Divisão de Profissionais do Rio de Janeiro. Ao fim de dois turnos, numa única fase, a equipe é a terceira na colocação geral, atrás do campeão Esporte Clube Barreira e do vice Porto Real Country Club, ficando à frente de Everest Atlético Clube, Opção Futebol Clube, Grêmio Olímpico Mangaratiba, Portela Atlético Clube, Nilópolis Futebol Clube, Bela Vista Futebol Clube e Associação Atlética Colúmbia.
Em 1992, é convidado a integrar a Segunda Divisão de Profissionais, não a verdadeira Segunda, que virara Intermediária da Primeira, mas o módulo logo abaixo. Na sua chave se classifica em segundo, atrás do Serrano Foot Ball Club e à frente de Pavunense Futebol Clube, Heliópolis Atlético Clube, Céres Futebol Clube, Tomazinho Futebol Clube e Esporte Clube Nova Cidade. Na segunda fase, fica em quarto lugar, atrás de Heliópolis Atlético Clube, Pavunense Futebol Clube e Serrano Foot Ball Club, ficando à frente de Tamoio Futebol Clube e Colégio Futebol Clube. Na decisão da sexta vaga, perde para o Serrano por 1 a 0 e fica eliminado da competição.
Em 1993, fica em segundo na sua chave, ao fim do primeiro turno, atrás somente do Barra Mansa Futebol Clube. No segundo turno é o líder do grupo, se classificando para o quadrangular final que reuniu União Macaé Esporte Clube, Duque de Caxias Futebol Clube e Barra Mansa Futebol Clube. O clube de Belford Roxo foi o campeão, ficando na segunda colocação o Barra Mansa Futebol Clube.
Em 1994, muda de denominação para Futebol Clube Bayer de Belford Roxo. Disputa a Divisão Intermediária, a que estava abaixo da elite. Ao término da primeira fase, termina em terceiro em sua chave, abaixo de Friburguense Atlético Clube e Saquarema Futebol Clube, e à frente de São Cristóvão de Futebol e Regatas, Olympico Futebol Clube e Serrano Foot Ball Club. Na segunda fase fica em quarto, abaixo de Friburguense Atlético Clube, São Cristóvão de Futebol e Regatas e Saquarema Futebol Clube, ficando alijado da final que foi disputada entre Entrerriense Futebol Clube e Friburguense Atlético Clube, sendo o clube de Três Rios o campeão daquele ano.
Em 1995, disputa novamente o Módulo Intermediário. Ao fim de dois turnos em fase única jogada em pontos corridos, o clube se sagra vice-campeão do certame, perdendo o título para o Barra Mansa Futebol Clube. O curioso é que havia ainda um outro grupo jogado separadamente no mesmo módulo, que teve Barra Futebol Clube e América Futebol Clube de Três Rios como seus vencedores, mas ninguém obteve acesso à Primeira Divisão do ano seguinte, com exceção do Barra, que ainda jogou uma partida de repescagem contra o Entrerriense Futebol Clube, mas a perdeu. Tal fato levou a diretoria do Bayer a resignar das disputas profissionais regidas pela FFERJ, retirando o seu time das competições. No mesmo ano ainda disputou o Campeonato Brasileiro da Série C, ficando na 61ª colocação.
Em 2006, houve uma tentativa de volta da agremiação à Terceira Divisão, mas que não foi concretizada. Desde então, o Bayer só disputa as competições de categorias de base regidas pela Liga de Nova Iguaçu. Posteriormente a antiga denominação de Bayer Esporte Clube é retornada.

## Títulos
| Estaduais                       | Estaduais | Estaduais  | Estaduais |
| Competição                      | Títulos   | Temporadas |           |
| ------------------------------- | --------- | ---------- | --------- |
| Campeonato Carioca - 3ª divisão | 1         | 1993       |           |

### Campanhas de destaque
- Vice-campeão do  Campeonato Carioca - 2ª divisão: 1995;

### Outras Conquistas
- 1981 - Vice-campeão da categoria júnior da Liga Desportiva de Nova Iguaçu; (perdeu a final para o América de Nova Iguaçu);
- 1992 - Campeão Estadual Juvenil;
- 1992 - Campeão Estadual Mirim;
- 2010 - Campeão Taça Cidade de Nova Iguaçu (Sub-16);
- 2010 - Campeão Taça Cidade de Nova Iguaçu (Sub-14);
- 2009 - Campeão da Taça Cidade de Nova Iguaçu (Juniores);

## Estatísticas

### Participações
|  | Participações em 2019 |

| Competição                      | Temporadas | Melhor campanha     | Estreia | Última | P | R |
| Campeonato Carioca - Série B1   | 2          | Vice-Campeão (1995) | 1994    | 1995   | 1 | – |
| Campeonato Carioca - Série B2   | 1          | 3º colocado (1991)  | 1991    | 1991   | 1 | – |
| Campeonato Brasileiro – Série C | 1          | 61º colocado (1995) | 1995    | 1995   | – | – |

## Fonte
- VIANA, Eduardo. Implantação do futebol Profissional no Estado do Rio de Janeiro. Rio de Janeiro: Editora Cátedra, s/d.